# Кашлык
Искер (также Сибирь или Кашлык) — средневековый город, столица Сибирского ханства. Находился на правом берегу Иртыша при впадении небольшой речки Сибирки, в 17 км выше современного Тобольска. Ныне памятник археологии «Кучумово городище».

## История города
Город Искер возник ещё до монгольского нашествия. Территория города, как и вся земля Сибири, неоднократно была заселена разными племенами и народами, предположительно, начиная с эпохи бронзового века (I тысяча лет до нашей эры). В своё время эта земля называлась «Кашлык», а также «Сибирь» — от названия древнего народа сабиров, некогда заселявших территорию Зауралья.
К началу XIII века Искер был уже значительным поселением. По сообщениям источников, в 1224 году в числе прочих владений Чингисхан передал в улус Джучи также и «Ибирь-Сибирь».
Искер являлся столицей Сибирского ханства в период конца XV — начала XVI века.
Ш. Марджани утверждал, что в XIII веке в Кашлыке находилась ставка Шибана, пятого сына Джучи и внука Чингисхана, основателя улуса Шибана и рода основателей Сибирского ханства Шибанидов.
Впервые город упомянут в 1367 году на карте братьев Франциска и Доминика Пиццигани, где изображён под названием Sebur. Спустя 8 лет под тем же названием указан в Каталонском атласе.
В 1495 году Мухаммед Тайбуга (Махмет), разгромив своих противников шибанидов, перенёс столицу из Чинги-Туры в Кашлык. В 1563 году шибаниды в лице хана Кучума вернули себе власть, но столица осталась в Кашлыке.
26 октября 1582 года, после поражения сибирского войска в битве при Чувашском мысу, город был занят Ермаком. Накануне занятия его жители и сам хан Кучум спешно бежали в ишимские степи. По преданию, казаки нашли здесь богатую добычу. После гибели Ермака в городе вновь пыталась утвердиться династия тайбугинов в лице Сейд Ахмеда (Сейд Ахмат, Сейтек, Сейдяк), нашедшая поддержку у Казахского ханства. Но после пленения в 1588 году в Тобольске Сейд Ахмеда и «царя Салтана» (казахского царевича Ураз-Мухаммеда) Кашлык запустел и стал разваливаться, отчасти подмываемый рекой Иртыш.
По сообщению Г. Ф. Миллера, посетившего городище в 1740-е годы, размеры города не превышали 50 саженей (около 100 метров) в диаметре, и проживать в нём могли только немногочисленные близкие приближённые хана. Современными исследователями найдены остатки металлургической мастерской и тоже делаются выводы о немногочисленности постоянного населения города.
В начале XX века город представлял собою груду кирпича и камней, поросших дёрном и деревьями. Ныне историческая территория городища практически полностью смыта Иртышом. Неподалёку идёт строительство сибирско-татарского культурного центра «Искер», места проведения ежегодного фестиваля «Искер-жыен».

## Происхождение названия
Этнически смешанный состав населения Сибирского ханства отразился и на названии его столицы:
- Кашлык (тюрк.) — крепость, укреплённое поселение, родственно широко известному термину «кишлак». На языке сибирских татар «Кышлык» означает «зимний», «зимник».
- Искер (обско-угорск.) — от йис — «старый» и кер (кар) — «город». Этот же корень встречается в названиях Сыктывкар, Кудымкар. Вариант — от татарского «иске» или тюркского «эски» — старый, древний.
- Сибирь (неясного происхождения) — 1. По имени сабиров, угорских мифологических персонажей, от названий вроде Тяпар-вош («тяпарский городок»), в значении, близком русскому «чудское городище», «заброшенное поселение прежних жителей местности». 2. От монгольских слов сибэр — «чистый», «красивый» или шибир — «болото».

Учитывая, что название городища имеет более 2-х названий и, согласно источникам, находится в 2-х разных местах. То, вероятно, речь идёт о двух разных поселениях: город Сибирь, теперь Тобольск и крепость Искер (тюрк. "кашлык" — крепость).

## Историко-мемориальный комплекс «Искер»
В пределах исторического города построен историко-мемориальный комплекс «Искер», ежегодно проводятся Международный фестиваль историко-
культурного наследия сибирских татар «Искер-жыен», Всероссийская научно-практическая конференция «Историческая судьба Искера», Молодёжный форум сибирских татар «Кучем хан оныклары».

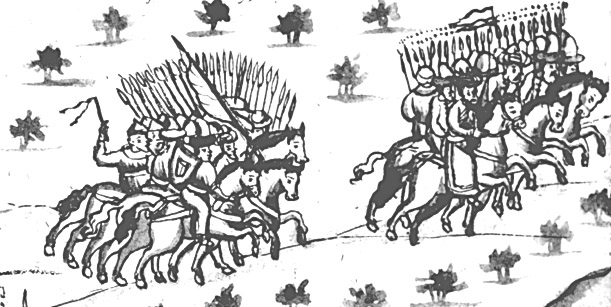
Бегство Кучума из Искера
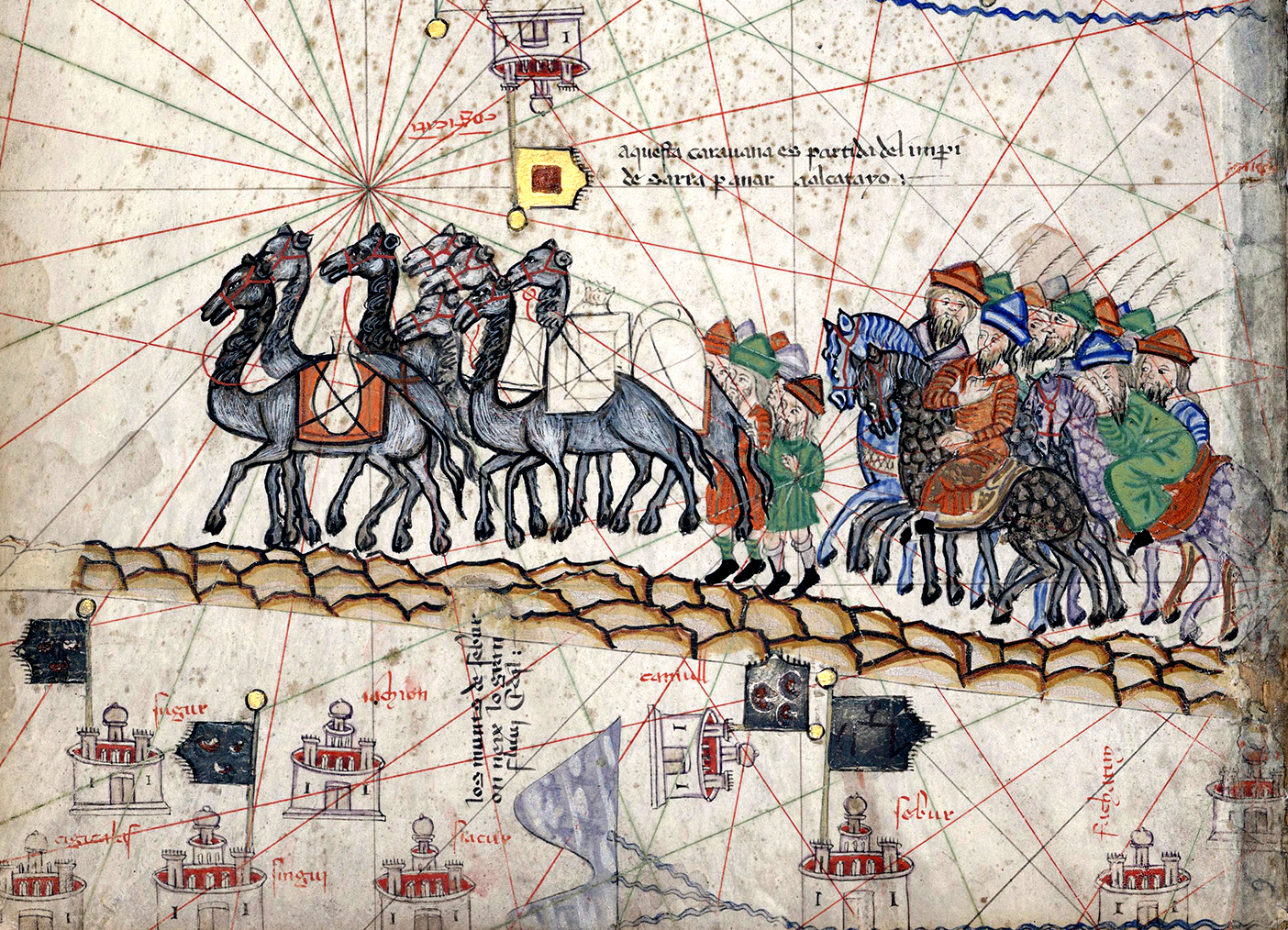
Город Sebur на Каталонском атласе 1375 года
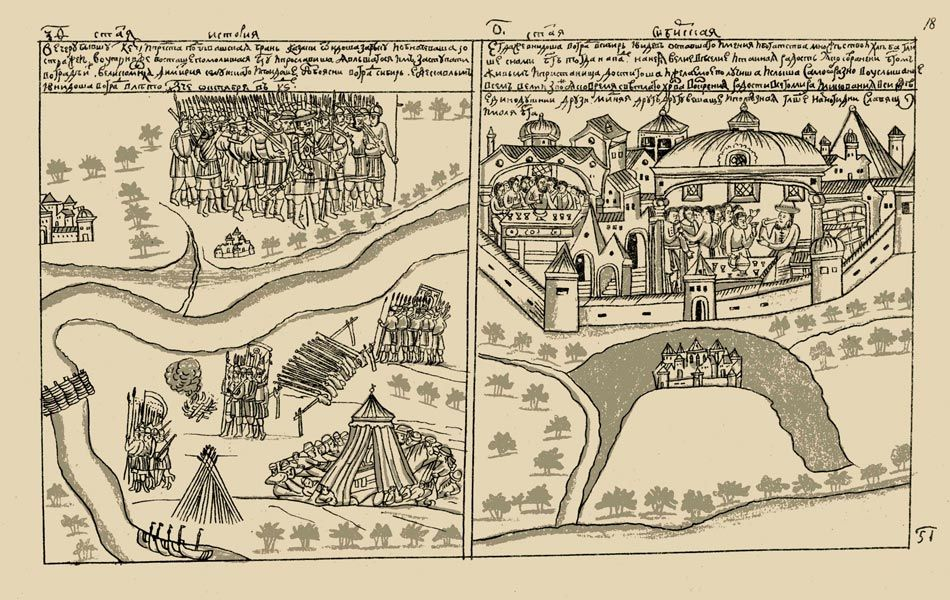
Гравюра из Ремезовской летописи. Взятие Искера войсками Ермака. Конец XVII века